# Pierre-Patrick Kaltenbach
Pour les articles homonymes, voir Kaltenbach (homonymie).
Pierre-Patrick Kaltenbach (parfois abrégé « PPK »), né le 18 juin 1936 à Paris (France) et mort le 13 mars 2014 dans cette même ville, est un magistrat à la Cour des comptes et président des Associations familiales protestantes français.

## Biographie

### Origines

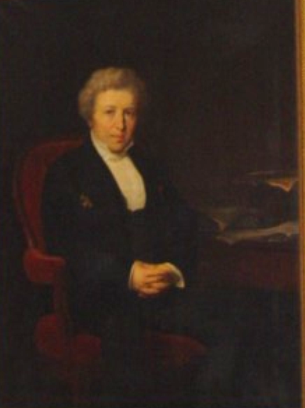
Le comte Jean Bérenger (1767-1850), présente au Corps législatif, avec Defermon, la loi du 16 septembre 1807 et rédige puis dépose à l'Empereur le décret impérial du 28 septembre 1807 sur l'organisation de la Cour des comptes.

Pierre-Patrick Kaltenbach appartient à une famille protestante, qui compte parmi ses membres le jeune protestant de l'affaire Calas, Gaubert de Lavaysse, le capitaine de La Grange, rescapé du massacre de la Saint-Barthélemy, Jean de Bouffard-Madiane (1597-1674), qui négocia le traité de Paris du 5 février 1626 établissant la paix avec les huguenots de la Rochelle, Gédéon Laporte, l'un des premiers chefs camisards des Cévennes, le pasteur Colombe et son fils, le comte Jean Bérenger, pair de France, l'un des instigateurs du coup d'État du 18 Brumaire, conseiller d'État, qui proposa à Napoléon Ier le décret impérial du 28 septembre 1807 sur l'organisation de la Cour des comptes.

### Enfance et formation
Pierre-Patrick Kaltenbach est né le 18 juin 1936 avenue Pierre-Ier-de-Serbie, dans le 16e arrondissement de Paris. Il est diplômé de la Sorbonne en histoire ancienne et en droit, ancien élève de Sciences Po, et membre de la promotion Stendhal de l'École nationale d'administration (1963-65). Il est ensuite nommé à la Cour des comptes. Il devient conseiller référendaire en 1977, conseiller maître en 1991 et conseiller maître honoraire en 2005.
Dans les années 1950, il participe au « Trocadéro Jazz Band », avec Philippe Koechlin (1938-1996), créateur de Rock & Folk et directeur artistique de L'Écho des savanes, et Jean-Louis Dumas (1938-2010), futur président d’Hermès.
Pierre-Patrick Kaltenbach a présidé l'Institut national d'études démographiques (INED) de 1986 à 1989 et le Fonds d'action sociale pour l'insertion des immigrés (FAS) de 1986 à 1990.
Il fut également l'un des membres de la Commission de la nationalité en 1987, de l'Observatoire de la parité, du Haut Conseil de la famille, et de la Commission nationale consultative des droits de l'homme (CNCDH) auprès du Premier ministre.
Il devient[Quand ?] président des Associations familiales protestantes, il a publié des livres consacrés à la moralité des dépenses publiques, à la place de l'islam en France, au rôle de la famille comme contre-pouvoir à l'État et aux dérives du secteur associatif,.
Il participe à la rédaction du livre La Pensée unique. Le vrai procès.

### Vie de famille
Pierre-Patrick Kaltenbach est le mari de Jeanne-Hélène Kaltenbach, professeur de sciences, ancienne directrice administrative du journal protestant Réforme, secrétaire générale de la société de caution mutuelle « Entreprendre en France ».
Il est le père de Clémentine Portier-Kaltenbach (auteure et journaliste).

## Positions

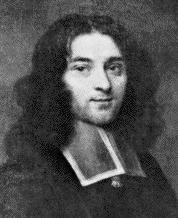
Pierre Bayle (1647-1706)

### Séparation des pouvoirs et confiance dans les institutions
Pierre-Patrick Kaltenbach souhaite ressusciter en France un principe établi en France en 1559, le système presbytérien synodal des Églises réformées.
D'après lui : « L'association, c'est la démocratie, c'est une loi de liberté accordée en France avec un siècle de retard sur les peuples vraiment démocratiques, j'entends les Suisses et les Anglo-saxons, pour faire nous-mêmes ce que nous voulons, de façon désintéressée, et non de façon lucrative. Il y a des gens qui ont dans les associations des situations que l'on ne trouve pas dans le privé ou l'administration. ».

### Pas de démocratie sans démocratie financière

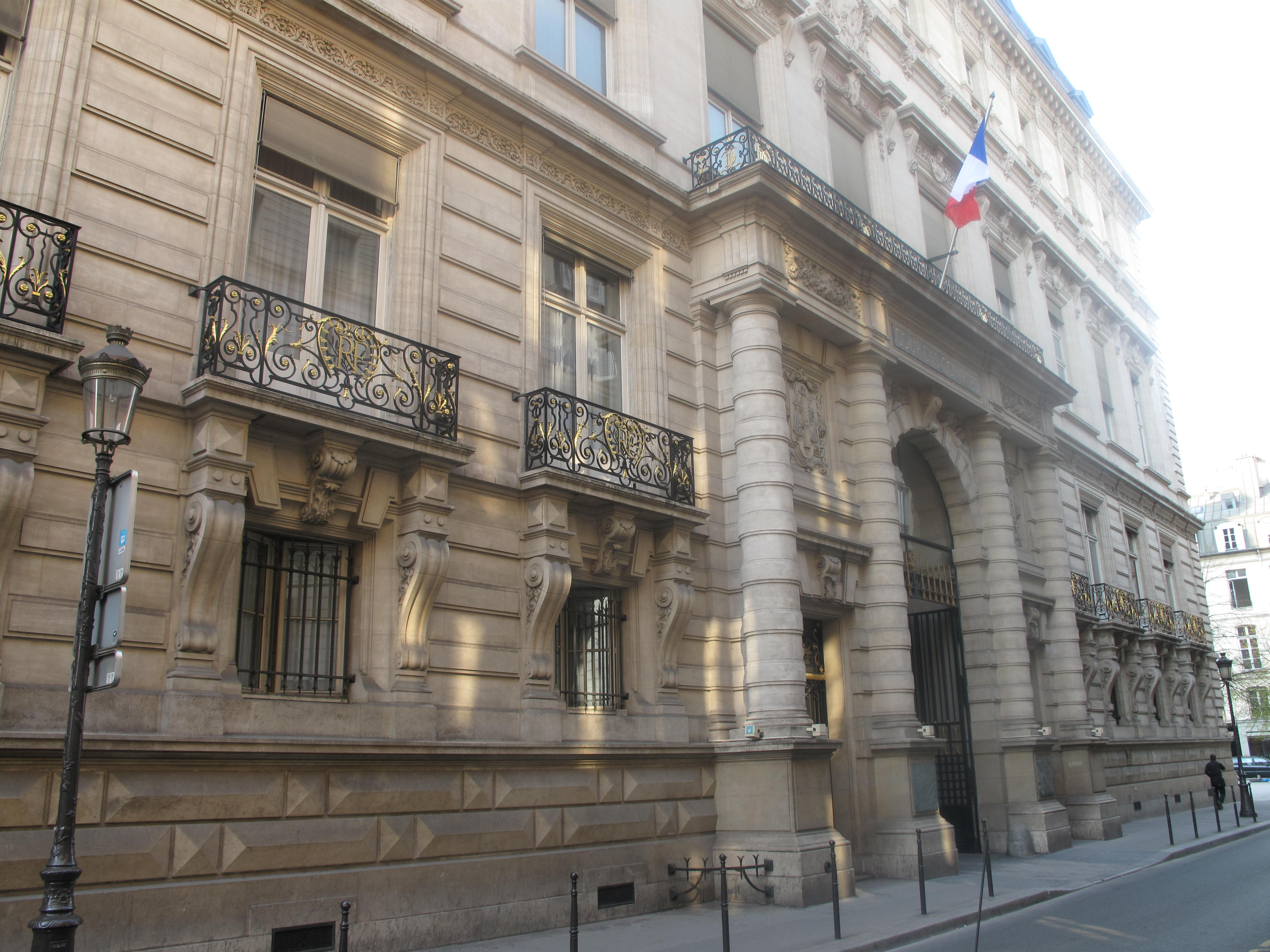
Cour des Comptes à Paris.

Il préconise par conséquent le renforcement des moyens issus de la loi no 84 442 du 3 juin 1994 qui consacrent une loi privée de contrôle. Entouré de personnalités comme Michel Lucas, chef de l'Inspection générale des affaires sociales (IGAS), qui a mis fin aux agissements de Jacques Crozemarie en 1995, Éric Molinié, futur président de la Haute Autorité de lutte contre les discriminations et pour l'égalité (HALDE) ou encore Jean-Christophe Rufin (MSF, ACF), il conçoit des référentiels de certification, fondés sur le strict principe de la séparation des pouvoirs et des intérêts. Ces premiers référentiels dans le domaine associatif publiés au Journal officiel, sont développés en lien avec le bureau Veritas, BVQI, l’Afnor[source insuffisante].  
Regrettant que les présidents de la Cour des comptes soient régulièrement du même bord que la majorité en place, il popularise, quinze ans avant la nomination de Didier Migaud par le président Nicolas Sarkozy, l’idée de la nomination automatique d’un membre de l’opposition à la tête de la Cour des comptes, pour faire contre-pouvoir.

### La famille contre les pouvoirs

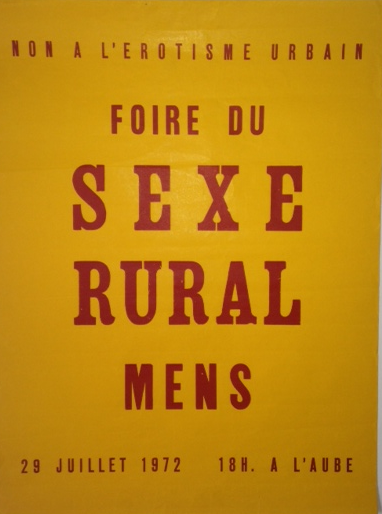
Affiche canular éditée par P.-P. Kaltenbach en 1972.

En 1985, il publie La Famille contre les pouvoirs de Louis XIV à François Mitterrand, qui comprend des entretiens avec le doyen Jean Carbonnier et le philosophe Jacques Ellul. Imprégné par l'histoire des persécutions religieuses aux XVIIe et XVIIIe siècles, Kaltenbach voit la famille avant tout comme un contre-pouvoir. Rien à voir avec « Travail, famille, Patrie », mais plutôt une « prophylaxie anti-consensus » : « pas d’étouffoir mais une autodéfense », commente Régis Debray.

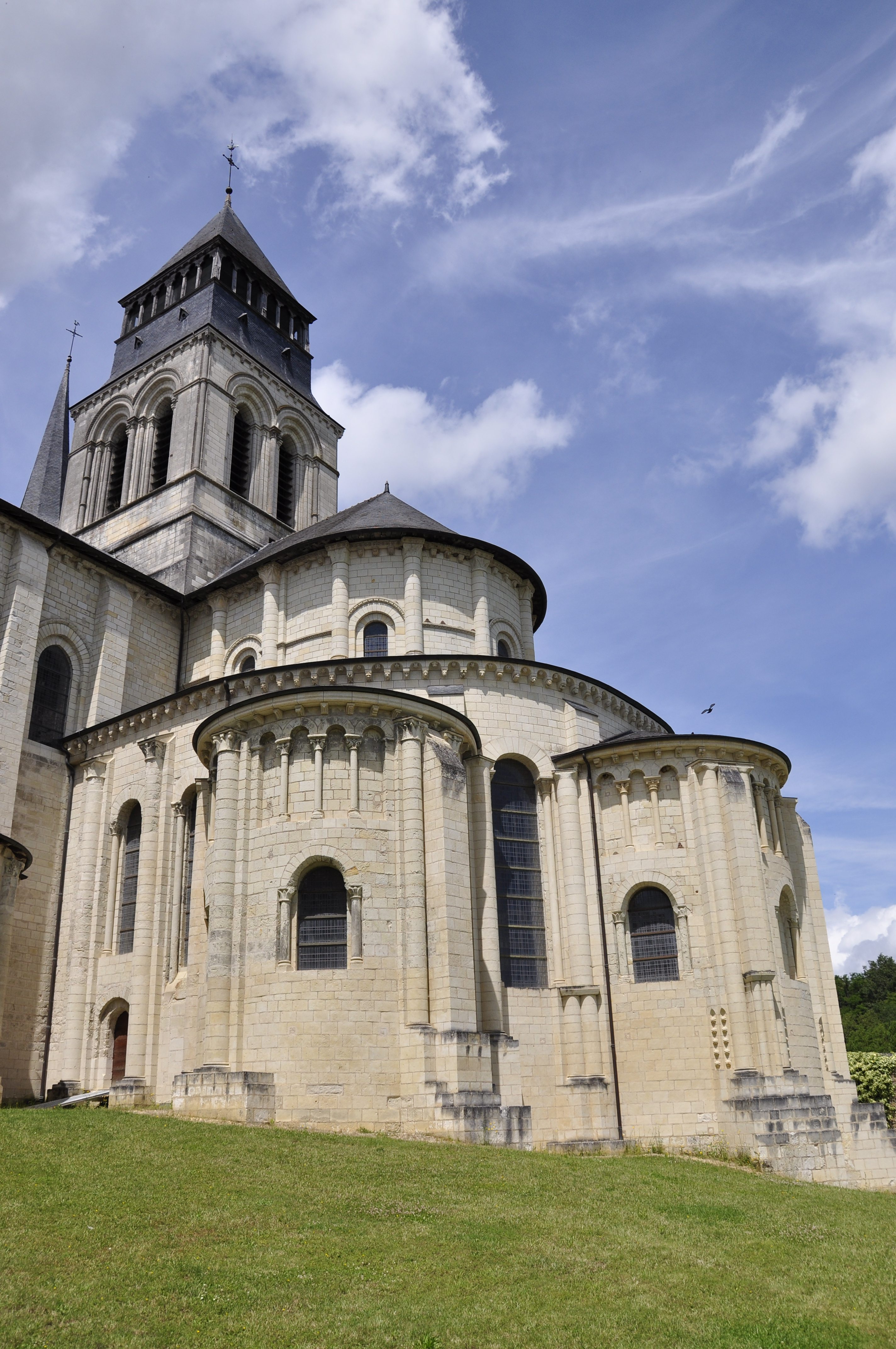
Les Rencontres de Fontevraud.

À la tête des Associations familiales protestantes, il organise pendant trente ans, les Colloques de Fontevraud, qui réunissent tous les deux ans des philosophes, sociologues, démographes, juristes, journalistes et responsables publics parmi lesquels on renlève les noms de Jacques Ellul, Jean Carbonnier, Régis Debray, Pierre Chaunu, Dominique Schnapper, Jean-Michel Belorgey, France Quéré, Evelyne Sullerot, Emmanuel Todd, Michel Lucas, Eric Molinié, Raphael Hadas-Lebel, Alexandre Jardin, Michel Tribalat, René Schaerer, Monette Vacquin, etc.,.

### Pour un islam «réformé» de France
Pierre-Patrick Kaltenbach, élabore très tôt une réflexion sur ce sujet en raison de plusieurs des responsabilités qui lui ont été confiées : membre de la commission Marceau Long de réforme du Code de la nationalité en 1987 (dont il suggèrera la retransmission en direct des auditions sur la télévision publique), président de l’Institut national d'études démographiques (INED), président du Fonds d'action sociale pour les travailleurs immigrés et leurs familles (FAS) qui finance alors toute la politique française d’intégration (notamment des mouvements comme SOS Racisme, fondé en 1984), mais aussi contrôleur de la politique de la ville, de la politique d'intégration et d'accueil des réfugiés, au titre de ses fonctions à la Cour des comptes .
En 1991, il publie avec son épouse Jeanne-Hélène Kaltenbach, « La France, une chance pour l’Islam », présenté par Daniel Pipes comme un ouvrage important sur les conséquences des retrouvailles historiques de l'islam avec l'Occident. Dans cet essai, les auteurs font valoir que quelles que soient les difficultés futures, l’histoire religieuse française et sa « spécificité laïque » en font le pays européen qui présente le plus d’atouts pour voir s’épanouir sur son territoire un islam laïc et moderne : « pour la première fois dans l'histoire, il est offert à l'islam de « se réveiller » dans un pays démocratique, riche, laïc et pacifique ».
En 1996, P.-P. Kaltenbach est l’inspirateur de la première association familiale musulmane de France qui réunit dans son comité de parrainage Leïla Shahid, déléguée générale de l'Autorité palestinienne, André Chouraqui, penseur et homme politique franco-israélien connu pour sa traduction de la Bible, Jacques de Bourbon Busset, écrivain et diplomate français, membre de l'Académie française et France Quéré, philosophe protestante membre du Comité national d’éthique. Cette association est agréée par l’Union départementale des associations familiales (U.D.A.F) en 1998 et reconnue d’intérêt général depuis 2011. Elle est la seule en France à bénéficier de ce type d’agrément.

## Publications
- Pierre-Patrick Kaltenbach, « Entre urnes et croissant : électeurs ou musulmans ? », dans Yves Charles Zarka (dir.), Sylvie Taussig et Cynthia Fleury, L’Islam en France, PUF, coll. « Quadrige », 29 octobre 2008 (ISBN 978-2-13-055727-2).

- Pierre-Patrick Kaltenbach, « Islam de France, combien de divisions ? Élections musulmanes et terrorisme médiatique », Liberté politique,‎ mai 2003 (lire en ligne).
- Pierre-Patrick Kaltenbach, Tartuffe aux affaires : Génération morale et horreurs politiques. 1980-2001, Éditions de Paris, 2001.
- Jean-Marc Chardon (dir.) et Denis Lensel (dir.) (ouvrage collectif), La Pensée unique : le vrai procès, Paris, Economica, 1998, 265 p. (ISBN 2-7178-3745-0).
- Pierre-Patrick Kaltenbach, « La Dérive associative », Le Débat, no 91,‎ septembre-octobre 1996.
- Pierre-Patrick Kaltenbach (préf. Philippe Séguin), Association lucrative sans but, Denoël, 1996 (ISBN 9782207244074).
- Pierre-Patrick Kaltenbach et Jeanne-Hélène Kaltenbach, « Faut-il respecter la différence ? », dans La Responsabilité : La Condition de notre humanité, Autrement, janvier 1994
- Pierre-Patrick Kaltenbach et Jeanne-Hélène Kaltenbach (préf. Pierre Chaunu et Bruno Étienne), La France, une chance pour l'Islam, Éditions du Félin, 1991.
- Pierre-Patrick Kaltenbach, Jacques Ellul et Jean Carbonnier, La Famille contre les pouvoirs. De Louis XIV à Mitterrand, Éditions Nouvelle Cité, 1985 (ISBN 9782853131148).

## Récompenses et distinctions

### Décorations
- Officier de la Légion d'honneur
- Officier de l'ordre national du Mérite
- Chevalier de l'ordre du Mérite agricole